# Ramón Polo
Ramón Polo Pardo (Corcubión, España, 13 de abril de 1901-19 de junio de 1966) fue un futbolista español y jugador histórico del Real Club Celta de Vigo, del cual es su segundo máximo goleador histórico con 159 goles, tras ser superado en 2021 por Iago Aspas.
Prolífico delantero pese a jugar de interior izquierdo, fue internacional absoluto con la selección española en dos oportunidades.

## Trayectoria
Formó parte de la plantilla del Real Club Celta de Vigo desde su fundación en el año 1923 procedente del Fortuna, uno de los equipos que dio lugar al club celeste al fusionarse con el Vigo Sporting.
Pese a no ser un delantero nato, ya que era interior izquierdo, su rapidez y habilidad junto a un tiro contundente y preciso hicieron que fuera uno de los máximos goleadores de la historia del Celta, con 159 goles en 259 partidos.
Antes del nacimiento del Celta, Polo ya había jugado con la selección gallega de fútbol en el debut oficial de la misma el 19 de noviembre de 1922 contra la Selección de fútbol de Castilla, partido que acabaría con victoria gallega por 4-1, marcando Polo tres goles. Ramón Polo compartiría equipo con jugadores como: Isidro, Luis Otero, Luis Pasarín, Queralt, Balbino Clemente, Pepe Hermida, Moncho, Ramón González, Chiarroni y Pedro Pinilla. 
Reinaba Afonso XIII y eran otros tiempos, la selección gallega estaba reconocida por la Federación Española y disputaba partidos internacionales. El primero fue contra Lisboa el 7 de enero de 1923, el que era el bautismo de fuego del joven combinado gallego, y que acabó con un 3-1, con dos goles de Polo y otro de Luciano Reigosa.
En la temporada 1927-28, el Celta con Polo en sus filas vuelve conquistar el Campeonato de Galicia, ese año también se inauguró el estadio de Balaídos, en cuyo partido inaugural le marcaría dos goles al Real Unión de Irún.
A partir del año 1929 el Celta tendrá que compaginar el campeonato regional, el cual volverá a ganar en varias ocasiones, con la Liga española recién creada, en la cual comenzará compitiendo en Segunda División.
En la temporada 1930-31, el equipo juega en Tercera División resultando campeón y retornando a Segunda pese a no poder contar con Polo durante todo el campeonato por una lesión en un partido contra el Deportivo de la Coruña debido a un choque con el centrocampista Esparza.
Al año siguiente anotó 6 goles en Segunda División y 4 en la temporada 1932-33, marca que conseguiría al año siguiente, penúltimo de su carrera como futbolista. Carrera que acabaría estando a punto de conseguir el ascenso a Primera División. Su retirada deportiva fue en el año 1935, justo antes del primer ascenso del Celta, el cual no pudo celebrar como jugador.
Dentro del imaginario colectivo había quien decía que era el único jugador europeo capaz de batir al portero del Club Atlético Boca Juniors, por lo que se le conocía en Argentina como la sombra negra de Américo Tesoriere, y se cuenta también que en un derbi contra el Deportivo se rompió el peroné al provocar un penalti, lesión que lo mantendría alejado de los campos durante un año, pero que no le impidió lanzar el penalti.

## Selección
Una vez en el Celta comienza a dar señales de su gran valía, ayudando en los Campeonatos de Galicia ganados en 1923-24, 1924-25 y 1925-26. Su habilidad goleadora lo llevó a formar parte de la selección española, debutando el 4 de octubre de 1925 contra la selección húngara en Budapest con victoria española por 0-1. Su segundo y último partido con el combinado fue el 2 de abril de 1933 en Vigo contra la selección portuguesa, ganando España por 3-0.

## Estadísticas

### Clubes
Datos actualizados a fin de carrera deportiva. Datos de Liga Maximalista contabilizados.
| Real Fortuna F. C. | 1920-21            |                       | 1.ª C.             | Inexistente | Inexistente | 3  | 1+ | 2+   | 0+  | 5+   | 1+   | 0.20 |
| Real Fortuna F. C. | 1921-22            |                       | 1.ª C.             | Inexistente | Inexistente | 1+ | 0+ | 2+   | 0+  | 3+   | 0+   | 0    |
| Real Fortuna F. C. | 1922-23            |                       | 1.ª C.             | Inexistente | Inexistente | -  | -  | 3    | 2   | 3    | 2    | 0.67 |
| Total Real Fortuna | Total Real Fortuna | Total Real Fortuna    | Total Real Fortuna | 0           | 0           | 4+ | 1+ | 7+   | 2+  | 11+  | 3+   | 0.27 |
| Real Club Celta | 1923-24            |                       | 1.ª C.             | Inexistente | Inexistente | 2  | 1  | 4    | 4   | 6    | 5    | 0.83 |
| Real Club Celta | 1924-25            |                       | 1.ª C.             | Inexistente | Inexistente | 6  | 7  | 10   | 8   | 16   | 15   | 0.94 |
| Real Club Celta | 1925-26            |                       | 1.ª C.             | Inexistente | Inexistente | 8  | 5  | 10   | 10  | 18   | 15   | 0.83 |
| Real Club Celta | 1926-27            |                       | 1.ª C.             | Inexistente | Inexistente | 9  | 10 | 14   | 6   | 23   | 16   | 0.70 |
| Real Club Celta | 1927-28            |                       | 2.ª                | 10          | 6           | 12 | 14 | 8    | 9   | 30   | 29   | 0.97 |
| Real Club Celta | 1928-29            |                       | 2.ª                | 15          | 4           | 4  | 1  | 10   | 14  | 29   | 19   | 0.66 |
| Real Club Celta | 1929-30            | Lesionado de gravedad | 3.ª                | -           | -           | 2  | 1  | 8    | 12  | 10   | 13   | 1.30 |
| Real Club Celta | 1930-31            |                       | 3.ª                | 6           | 5           | 7  | 3  | 4    | 3   | 17   | 11   | 0.65 |
| Club Celta | 1931-32            |                       | 2.ª                | 17          | 4           | 8  | 2  | 10   | 5   | 35   | 11   | 0.31 |
| Club Celta | 1932-33            |                       | 2.ª                | 17          | 5           | 2  | -  | 8    | 4   | 27   | 9    | 0.33 |
| Club Celta | 1933-34            |                       | 2.ª                | 11          | 4           | 7  | 4  | 6    | 2   | 24   | 10   | 0.42 |
| Club Celta | 1934-35            |                       | 2.ª                | 10          | 4           | 8  | 1  | 6    | 1   | 24   | 6    | 0.25 |
| Total Celta | Total Celta        | Total Celta           | Total Celta        | 86          | 32          | 75 | 49 | 98   | 78  | 259  | 159  | 0.61 |
| Total carrera | Total carrera      | Total carrera         | Total carrera      | 86          | 32          | 79 | 50 | 105+ | 80+ | 270+ | 162+ | 0.60 |
| (1) No existía el Campeonato de Liga (1920-27). Club de 1.ª categoría por la Federación Gallega de Football. (2) Incluye datos de la Copa de España (1920-35). (3) Incluye datos del Campeonato de Galicia (1920-35); Superregional Astur-Galaico (1934-35). (4) No incluye goles en partidos amistosos. |                    |                       |                    |             |             |    |    |      |     |      |      |      |